# Halydaia rufiventris
Halydaia rufiventris là một loài ruồi trong họ Tachinidae.